# 143エンターテインメント
143エンターテインメント（イルササムエンターテインメント、朝: 143엔터테인먼트、英: 143 Entertainment）は、韓国の芸能プロダクションである。2020年、Digital Mastaによって設立された。

## 所属

### アーティスト
- DOK2（2022年 - ）[1]

### グループ
- iKON（2023年 - ）[2]
- MADEIN（2024年 - ）[3]
  - 前身：LIMELIGHT（2022年 - 2024年）

## 過去の所属者

### 練習生
- イ・ダウル[注 1]　：後に他事務所からPOLARIXのメンバーとしてデビュー。
- イム・ジュンソ[注 1]

## 沿革
2020年6月9日、ヒップホップデュオ「YMGA」の元メンバー（元ラッパー）のプロデューサー「Digital Masta」ことイ・ヨンハク氏によって設立。
2021年、当時練習生だったマシロ、イェソがオーディション番組「Girls Planet 999」で勝ち残り、「Kep1er」のメンバーとしてデビュー。
2022年、DOK2と専属契約を締結。

同年9月29日、LIMELIGHTがプレデビュー（翌年2月14日正式デビュー）。
2023年1月1日、YGエンターテインメントからiKONが移籍。

同年、オーディション番組「BOYS PLANET」に練習生のイ・ダウル、イム・ジュンソが出場するも、途中脱落に終わる。
2024年7月、マシロとイェソがKep1erの活動期間を終えて143エンターテインメントに復帰。LIMELIGHTに合流する形で「MADEIN」を結成。

同年11月、事務所代表のイ・ヨンハク氏が、MADEINのメンバーに対しセクハラ行為をしたと報じられ、当該メンバーがグループを脱退し同氏を刑事告発する事態に発展した。これを受け2025年6月、同氏の代表辞任が発表された。